# Dragon Quest XI : Les Combattants de la destinée
Dragon Quest XI : Les Combattants de la destinée (ドラゴンクエストXI 過ぎ去りし時を求めて, Doragon Kuesuto Irebun: Sugisarishi toki o motomete) est un jeu vidéo de rôle développé par Square Enix et Armor Project et distribué par Square Enix. Il s'agit du onzième épisode principal de la série Dragon Quest. Il est sorti sur PlayStation 4 et Nintendo 3DS le 29 juillet 2017 au Japon, et le 4 septembre 2018 en Occident sur PlayStation 4 et Microsoft Windows. Une version améliorée, nommée Dragon Quest XI S : Les Combattants de la Destinée - Edition Ultime, est sortie sur Nintendo Switch le 27 septembre 2019 et pour la première fois sur Xbox One le 4 décembre 2020.

## Trame
Vous incarnez un jeune homme le jour de son passage à l'âge adulte. Au retour de votre rite de passage, votre mère vous apprend que vous êtes l'éclairé et qu'une grande destinée vous attend.

## Système de jeu
Comme les précédents épisodes de la série, Dragon Quest XI est un jeu vidéo de rôle dans lequel le joueur combat des monstres et explore différentes régions d'un vaste monde, explorable en intégralité, avec notamment la possibilité d'escalader des zones en hauteur.
La version PlayStation 4 profite d'un affichage en trois dimensions et utilise le moteur graphique Unreal Engine 4.1. La version Nintendo 3DS propose au choix un affichage en deux dimensions, dans un style graphique proche des premiers jeux de la série ou trois dimensions, plus proche de la version PlayStation 4. Ces deux affichages sont affichés simultanément durant les phases de déplacement ainsi que durant le prologue, puis le joueur doit choisir celui qu'il préfère pour les phases de combat, ne pouvant pas afficher les deux en raison de l'interface de choix des actions de l'équipe situé sur l'écran tactile ; en gardant la possibilité de passer de l'un à l'autre à tout moment.

## Développement
Le jeu est dévoilé le 28 juillet 2015 à l'occasion d'un événement Dragon Quest organisé par Square Enix. Il est annoncé sur les consoles PlayStation 4 et Nintendo 3DS, et Square Enix annonce être en discussion pour sortir le jeu sur la future console de Nintendo, la Nintendo Switch, connue sous le nom de code "Nintendo NX" à l'époque.
Le 11 avril 2017, à l'occasion d'un événement spécial, Square Enix annonce que le jeu sortira le 29 juillet 2017 au Japon sur PlayStation 4 et Nintendo 3DS,.
Le jour de la sortie japonaise, Yūji Horii, game designer et scénariste de la série des Dragon Quest, a annoncé dans une vidéo que la localisation du jeu était en cours, avec la traduction du jeu en cinq langues. Le titre anglais du jeu est Dragon Quest XI: Echoes of an Elusive Age, et le jeu est annoncé pour 2018.

### Équipe de développement
- Réalisateur : Takeshi Uchikawa
- Producteurs : Yosuke Saito, Hokuto Okamoto (PS4), Kenjin Yokota (3DS)
- Scénariste, concepteur : Yūji Horii
- Compositeur : Kōichi Sugiyama
- Characters design : Akira Toriyama

### Doublage
| Personnage    | Voix Japonaises  | Voix Anglaises     |
| ------------- | ---------------- | ------------------ |
| L'Éclairé     | Mitsuki Saiga    | Rasmus Hardiker    |
| Erik          | Koki Ushiyama    | Gunnar Cauthery    |
| Veronica      | Maaya Ushida     | Lauren Coe         |
| Serena        | Sora Amamiya     | Jessica Clark      |
| Sylvando      | Masaya Onosaka   | Shai Matheson      |
| Jade          | Ami Koshimizu    | Laura Aikman       |
| Théo          | Mugihito         | Alex Norton        |
| Hendrik       | Rikiya Koyama    | John Hopkins       |
| Roi Cornalian | Takayuki Sugo    | Christopher Godwin |
| Jasper        | Takahiro Sakurai | Matthew Gravelle   |
| Mortégor      | Takaya Kuroda    | James Goode        |
| Kalasmos      | Kōki Miyata      | Rasmus Hardiker    |

## Réception

### Ventes
Au 30 septembre 2017, le jeu s'est vendu à 3,3 millions d'exemplaires physiques en Asie. En novembre 2018 soit un peu plus d'un an après sa sortie internationale, Square Enix publie un communiqué annonçant que le jeu s'est vendu à plus de 4 millions d'exemplaires. Ce total inclut toutes les versions du jeu à travers le monde, dont 3 266 000 exemplaires pour le seul territoire japonais.
En 2021, au moment de l'annonce du prochain jeu majeur de la saga Dragon Quest XII : The Flames of Fate, Square Enix annonçait également que le onzième opus avait effectué plus 6,5 millions de ventes à travers le monde.
En décembre 2024, dans un communiqué de Square Enix portant sur les ventes de Dragon Quest III HD-2D Remake, l'éditeur nous apprend que Dragon Quest XI a dépassé les 7 millions de ventes mondialement.

## Postérité
L'Éclairé est apparu en tant que personnage jouable via un contenu téléchargeable du jeu de combat Super Smash Bros. Ultimate. Son stage L'Autel d'Yggdrasil est accompagné de plusieurs pistes musicales de la série. 
Un Amiibo du héros est sorti en 2020. 
Une préquelle de Dragon Quest XI mettant en scène la fratrie Erik et Mia, Dragon Quest Treasures, est sorti en 2022.